# Fritz Wagner (Fussballspieler)
Friedrich „Fritz“ Wagner (* 21. Dezember 1913; † 9. September 1987 in Küsnacht) war ein Schweizer Fussballspieler.

## Karriere

### Verein
Während seiner aktiven Karriere in der Nationalliga spielte Wagner von 1932 bis 1936 für den FC La Chaux-de-Fonds.
Anschliessend spielte er beim Grasshopper Club Zürich, mit dem er zwei Meisterschaften gewann. Im Final des Schweizer Cups 1937 gelang ihm beim 10:0 gegen Lausanne-Sports ein Hattrick. Im Final 1938 wurde er nicht eingesetzt.
1939 kehrte Wagner zu La Chaux-de-Fonds zurück. Dort wurde er am Ende der Saison 1939/40 hinter Georges Aeby Zweiter der Torschützenliste.

### Nationalmannschaft
Wagner debütierte am 21. Juni 1936 beim 2:5 im Freundschaftsspiel gegen Schweden im Stockholmer Olympiastadion für die Schweizer Nationalmannschaft.
Sein letztes von acht Länderspielen, in denen er zwei Tore erzielte, bestritt Wagner am 6. Februar 1938 beim 1:1 vor 78.000 Zuschauern in Köln gegen die von Sepp Herberger trainierte deutsche Nationalmannschaft. Er war einer von sieben Spielern des Grasshopper Club Zürich, die bereits das Gerüst für die bevorstehende Weltmeisterschaft in Frankreich bildeten, für die die Schweiz zu diesem Zeitpunkt noch nicht qualifiziert war. Nach der erfolgreichen Qualifikation gegen Portugal wurde Wagner von Nationaltrainer Karl Rappan, der in Personalunion auch sein Vereinstrainer bei den Grasshoppers war, in den Schweizer Kader berufen. Im Auftaktspiel trafen die Eidgenossen erneut auf Deutschland. Rappan wählte für dieses Spiel mit Ausnahme von Fritz Wagner die identische Aufstellung wie im Spiel vier Monate zuvor. Für Wagner kam André Abegglen zum Einsatz. Auch im Wiederholungsspiel gegen die Deutschen und im Viertelfinal gegen den späteren Vizeweltmeister Ungarn fand Wagner keine Berücksichtigung.

## Erfolge
- Schweizer Meisterschaft: 1937, 1939
- Schweizer Cupsieger: 1937, 1938